# Ortac
Ortac è un piccolo isolotto disabitato a circa 5 km a ovest della costa di Alderney, vicino all'isola di Burhou. Ha dimensioni di circa 50 per 70 metri.
A.H. Ewen ha indicato che il nome dello scoglio significa "grande roccia al limite", dal normanno Or (limite) + Etac (pila). Alexander Deschamps disse che i francesi conoscevano l'isola come il "nido d'aquila".